# Liv Boeree
Olivia "Liv" Boeree (n. 18 iulie 1984, Kent, Anglia, Regatul Unit) este o jucătoare britanică de poker, prezentatoare de televiziune, oratoare și scriitoare. Este finalistă a World Series of Poker (WSOP) și campioană a European Poker Tour (EPT) 2010. Este singura femeie jucătoare de poker din istorie care a câștigat o brățară WSOP și unul din evenimentele EPT.
Născută la Kent, Anglia, Boeree a frecventat Ashford School și a studiat astrofizica la Universitatea din Manchester, unde a absolvit cu grad onorific de clasa I în fizică. Boeree a câștigat de 3 ori titlul de Cea mai bună jucătoare europeană de poker a anului la Global Poker Index și se afla în 2020 pe locul 5 în lista femeilor jucătoare de poker cu cele mai mari încasări.

## Carieră în poker
Prima experiență a lui Liv Boeree în poker a fost în toamna anului 2005, când a fost selectată printre cei cinci concurenți ai emisiunii televizate Ultimatepoker.com Showdown, difuzată pe Channel Five. În jocurile de poker din cadrul emisiunii, a fost antrenată de jucătorii profesioniști Phil Hellmuth, Annie Duke și Dave Ulliott.
În mai 2008, a câștigat Campionatul European Feminin Ladbrokes, încasând 30.000 de dolari americani. La 21 aprilie 2010, Boeree a devenit campioana evenimentului principal al European Poker Tour (EPT) de la Sanremo, câștigând 1.250.000 de euro și devenind cea de-a treia femeie din istorie care a câștigat un titlu EPT.
La World Series of Poker (WSOP) 2017 din Las Vegas, Boeree a câștigat evenimentul nr. 2 („$10,000 Tag Team No Limit Hold'em Championship”), acumulând 273.964 de dolari împreună cu jucătorul rus de poker Igor Kurganov, care este iubitul său.
Printre alte mari reușite se numără locul 2 în evenimentul principal al UKIPT Edinburgh din 2014, locul 1 în emisiunea Poker After Dark în 2017 și locul 3 în evenimentul High Roller de la EPT Barcelona din august 2015, unde a câștigat 391.000 de euro.
Boeree a fost declarată Cea mai bună jucătoare a anului la European Poker Awards în 2014, 2015 și 2016 (în baza punctajului calculat de Global Poker Index în fiecare an). Tot la European Poker Awards, ea a primit titlul „Europe Leading Lady” în 2010.
Boeree a fost membră a Team PokerStars Pro din septembrie 2010. A părăsit echipa în noiembrie 2019. În februarie 2016, ea a devenit conducătorul echipei London Royals din Global Poker League.
În noiembrie 2019, odată cu părăsirea echipei PokerStars, Liv Boeree a anunțat pe Twitter că își încheie cariera profesionistă de poker. În ianuarie 2020, suma totală a câștigurilor în turneuri live depășeau cifra de 3.800.000 de dolari americani.

### Brățări World Series of Poker
| An   | Eveniment                                         | Premiu bănesc |
| ---- | ------------------------------------------------- | ------------- |
| 2017 | 10.000 USD Tag Team No Limit Hold'em Championship | $ 273.964     |

## Filantropie
În 2014, Boeree a fost co-fondatoarea organizației caritabile Raising for Effective Giving, care promovează o abordare rațională a filantropiei, cunoscută ca altruism eficace. De asemenea, organizația publică în fiecare an un ghid de „caritate eficace” ("effective giving"), enumerând organizațiile  caritabile care merită să primească fonduri și motivele etice ale acestor alegeri. Către ianuarie 2017, Raising for Giving Effective a strâns peste 6.000.000 de dolari.
Boeree s-a declarat îngrijorată cu privire la riscurile dezvoltării domeniului inteligenței artificiale și sprijină eforturile de cercetare îndreptate spre inteligența artificială inofensivă.

## Televiziune
Printre aparițiile sale în show-uri televizate de poker se numără „Heads Up Poker” la NBC în 2011 și 2013, „Shark Cage” la Channel 4 în 2014, „European Poker Tour” în 2010-2016 și „Poker After Dark” la canalul Poker Central în 2017. În 2006, a avut o apariție în emisiunea „Codex” de pe Channel 4. La 21 iulie 2007, Boeree a apărut în emisiunea „Golden Balls” a ITV, în care a câștigat 6.500,50 de lire sterline. A participat în documentarul The Joy of Winning difuzat de BBC4, în care matematiciana Hannah Fry discută despre teoria jocurilor. A mai luat parte la BBC Breakfast alături de Boris Becker în septembrie 2010 și la GMTV (prezentată de Lorraine Kelly) pe canalul ITV. În 2011, Boeree s-a filmat în proiectul televizat „Christmas University Challenge” la BBC2, în calitate de absolventă a Universității din Manchester.
Boeree a găzduit mai multe emisiuni televizate, precum „The Mind Control Freaks” la Discovery Channel în 2015-2016 și „MindGamers” la Red Bull TV în 2017. În 2011-2013, a fost una din gazdele emisiunii „UK and Ireland Poker Tour”, un show difuzat săptămânal pe Channel 4 în Regatul Unit.

## Oratorie
Boeree a avut primul său discurs la TEDx în cadrul TEDxManchester în februarie 2018, despre importanța probabilității în luarea deciziilor. O lună mai târziu, a vorbit la Conferința TED 2018 de la Vancouver, în timpul sesiunii inaugurale „TED Unplugged”, despre „trei lecții de viață însușite la masa de poker”.
Boeree a fost invitată să țină un discurs la Effective Altruism Global (organizat la sediul Google din San Francisco) în august 2015, Websummit Dublin în noiembrie 2015, Oxford University Union în mai 2016, Cheltenham Science Festival în iunie 2016 și Jesus College, Cambridge în februarie 2017.
Boeree a fost invitata episodului 6 (difuzat la 24 iulie 2018) al podcastului „Mindscape” găzduit de Sean M. Carroll, unde a discutat despre probabilitate și altruism eficace.

## Lucrări publicate
Boeree este autoarea unei serii de articole pe diverse teme științifice și de raționalitate. Lucrările sale includ un articol pe Vox.com, în care relatează despre implicațiile filozofice ale articolului „Dissolving the Fermi Paradox”, publicat în 2018 de Institutul Viitorului Umanității. A mai scris un articol în Vice Media despre un model descoperit în lista numerelor prime, cât și un articol de opinie în The Independent despre importanța orelor de gândire rațională în sistemul mainstream de educație.